# Будівництво 507 і ВТТ
Будівництво 507 і ВТТ — підрозділ, що діяв в системі виправно-трудових установ СРСР.
Організований 12.05.50;

закритий 29.04.53 (таб. підр. передані в Нижньо-Амурський ВТТ і УВТТК УМЮ по Сахалінській обл.)

## Підпорядкування і дислокація
- ГУЛЖДС;
- ГУЛАГ МЮ с 02.04.53.

Дислокація: Хабаровський кр., Нижньо-Амурська обл., с. Софійське (нині смт Софійськ);

смт Де-Кастрі.

## Виконувані роботи
- будівництво поромної переправи через Татарську протоку (ділянки будівництва залізниці Комсомольськ — Побєдіно),
- будівництво тунелю під Татарською протокою,
- будівництво постійної паротурбінної електричної-станції в р-ні оз. Кізі і Чільба для забезпечення енергією об'єкта № 6 МПС (до 07.02.53),
- будівництво житла, комунально-побутових, виробничих будівель для Буд-ва № 6 МПС (на м. Лазарєва, до 03.06.52),
- ремонтні роботи (капітальний ремонт) на ділянці Софійське-Татарська протока чинного нафтопроводу Оха-Софійське,
- насипання земляного полотна залізниці, насипання пірсу (м. Лазарєва);
- роботи ДОКу і його будівництво (м. Лазарєва), лісозаготівлі,
- будівництво житлових бараків і будинків (м. Лазарєва),
- видобуток каменю, вантажно-розвантажувальні роботи,
- будівництво житлового містечка та будівлі Управління, складів перевалочної бази в Де-Кастрі, залізничного полотна, гідротехнічних споруд (о. Сахалін, Рибновського р-ну, с.Погибі),
- лісозаготівлі,
- с/г,
- будівництво пересильного пункту і перевалочної бази в Софійському.

## Чисельність з/к
- 10.50 — 1958,
- 01.01.51 — 3814,
- 01.01.52 — 11 207,
- 01.01.53 — 13 030.